# Papier mapowy
Papier mapowy to rodzaj papieru przeznaczony do produkcji wielokolorowych map i planów, a zatem posiadający takie cechy jak: nierozciągliwość, wytrzymałość na zginanie i minimalna liczba cętek. Produkowany w klasie I, II i III, w gramaturach 80 g/m², 100 g/m², 120 g/m², biały, mocno satynowany, pełnoklejony w masie.